# Бескудук (Туркестанская область)
Бескудук (каз. Бесқұдық) — упразднённое село в Сарыагашском районе Туркестанской области Казахстана. Входило в состав Куркелесского аульного округа. Исключено из учётных данных в 2023 году.
Код КАТО — 515465300.

## Население
В 1999 году население села составляло 62 человека (35 мужчин и 27 женщин). По данным переписи 2009 года, в селе проживали 83 человека (41 мужчина и 42 женщины).